# Ебенизер Скруџ
Ебенизер Скруџ (енгл. Ebenezer Scrooge) је измишљени лик и протагониста новеле Божићна прича аутора Чарлса Дикенса из 1843. У почетку је приказан као шкртац хладног срца који презире Божић, међутим након посете духа Џејкоба Марлија, Духа Прошлих Божића, Духа Садашњег Божића и Духа Божића Који Ће Доћи, у потпуности мења свој живот.

## Тумачи
- Данијел Смит — Шкртица или Марлијев дух (1901)
- Марк Макдермот — Божићна прича (1910)
- Реџиналд Овен — Божићна прича (1938)
- Аластер Сим — Скруџ (1951)
- Џим Кери — Божићна прича (2009)
- Лук Еванс — Скруџ: Божићна прича (2022)